# キム・テギュ
キム・テギュ（ハングル表記：김태규、1969年 - ）は、大韓民国の韓国放送公社 (KBS) 所属のアナウンサー。

## 学歴
- 延世大学校 経済学科 学士[1]

## 経歴
- 1995年 22期 KBS 公開採用のアナウンサー[1]